# Gran Alacant
Gran Alacant és un conjunt d'urbanitzacions situades al cap de Santa Pola al Baix Vinalopó, entre la serra i la platja del Carabassí. Tenia 10.846 habitants censats en 2022 (INE).

## Geografia física
Gran Alacant s'estén al nord del terme municipal de Santa Pola, limitada a l'oest per la CV-92 (antiga N-332) i el Clot de Galvany, al nord per Arenals del Sol i a l'est i sud pel cap i la serra de Santa Pola.

## Història
La primera urbanització a construir-se va ser l'anomenada Gran Alacant, de la qual va prendre nom el conjunt actual, conformat per diverses urbanitzacions. En l'última dècada ha passat de ser una zona d'estiueig que quedava gairebé deserta fora dels mesos d'estiu per a ser un nucli amb més d'11.000 residents censats (més de 20.000 que resideixen tot l'any però molts pensionistes segueixen empadronats a la seua localitat d'origen).

## Urbanitzacions

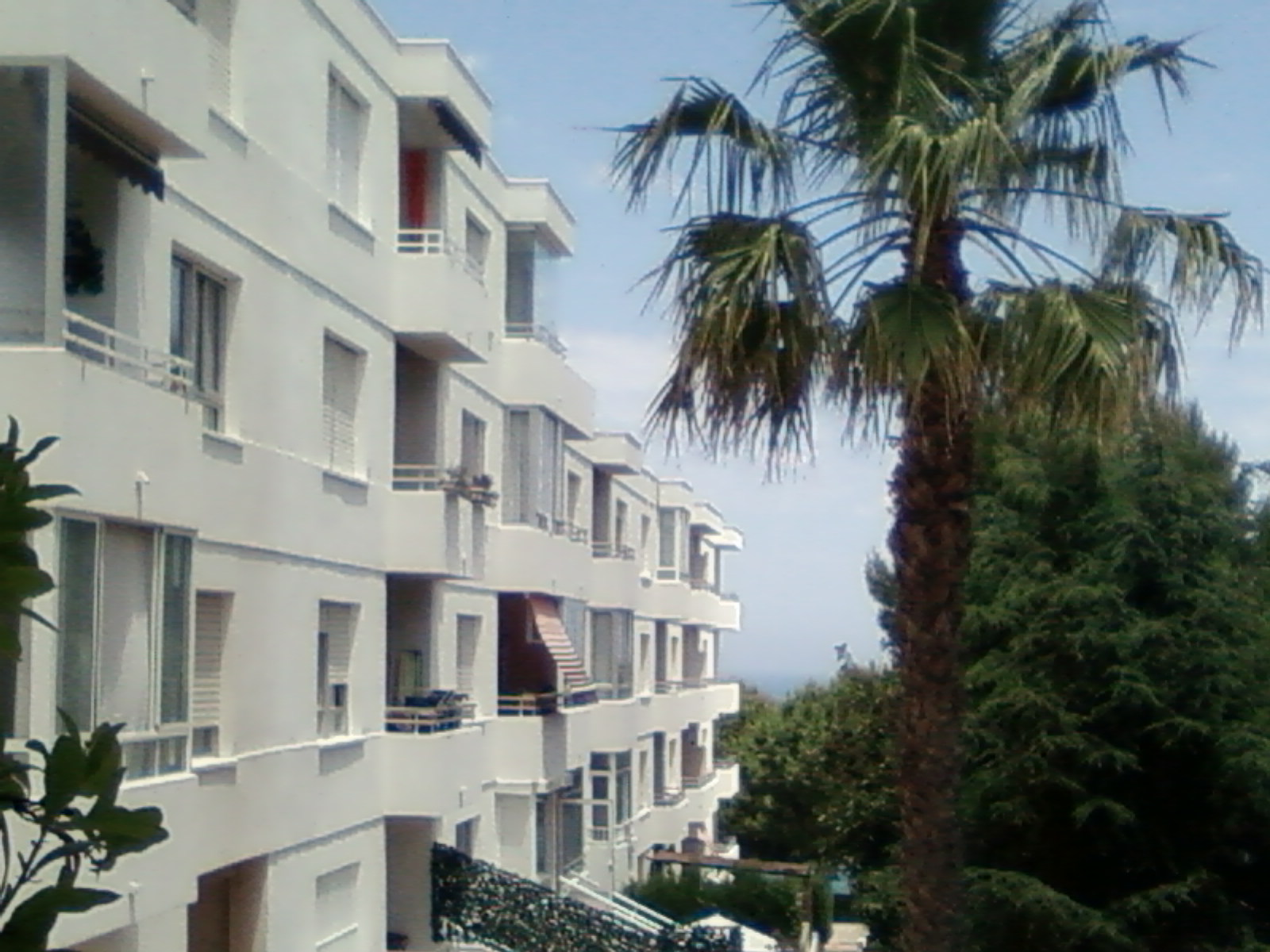
Urbanització Gran Alacant.

En 2018 Gran Alacant estava format per les urbanitzacions següents: Agua Marina, Altomar I, Altomar II, Bahía Playa, Balcones del Mar, Brisa Mar, Brisas del Faro, Camarcha Playa, Carabassí, Costa Hispania, Don Pueblo, El Faro, El Olivo de Oro, El Sueño Azul, Gran Alacant, Gran Alicante, Gran Vista, Isla de Ízaro, Lomas del Carabassi, Mediterráneo, Mirador del Mediterráneo, Montefaro, Monte y Mar, Nova Beach, Novamar, Panorama, Pino Mar, Puerto Marino, San Sebastián, Santara Wellness Resort, Sierra Mar, Sol y Playa, Solero Hills, Soley Playa Sukha, Victoria Playa, Vista Bahía I, Vista Bahía II i Vista Bahía III.

## Demografia
En els últims anys la població de Gran Alacant ha evolucionat de forma exponencial, passant dels 1.012 habitants empadronats l'any 2000 fins als 11.319 que va arribar a tenir en 2013. A partir d'aquest any experimenta un lleuger descens d'habitants, que es recupera poc a poc fins a superar-los l'any 2023 arribant als 11.614 habitants empadronats (INE).
| Evolució demogràfica de Gran Alacant | Evolució demogràfica de Gran Alacant | Evolució demogràfica de Gran Alacant | Evolució demogràfica de Gran Alacant |
| Any                                  | Població                             | Hòmens                               | Dones                                |
| ------------------------------------ | ------------------------------------ | ------------------------------------ | ------------------------------------ |
| 2000                                 | 1.012                                | 525                                  | 487                                  |
| 2001                                 | 1.220                                | 638                                  | 582                                  |
| 2002                                 | 1.587                                | 828                                  | 759                                  |
| 2003                                 | 2.134                                | 1.137                                | 997                                  |
| 2004                                 | 2.877                                | 1.497                                | 1.380                                |
| 2005                                 | 4.381                                | 2.286                                | 2.095                                |
| 2006                                 | 5.841                                | 3.021                                | 2.820                                |
| 2007                                 | 7.336                                | 3.809                                | 3.527                                |
| 2008                                 | 8.587                                | 4.493                                | 4.094                                |
| 2009                                 | 9.238                                | 4.833                                | 4.405                                |
| 2010                                 | 9.973                                | 5.206                                | 4.767                                |
| 2011                                 | 10.670                               | 5.590                                | 5.080                                |
| 2012                                 | 11.095                               | 5.848                                | 5.247                                |
| 2013                                 | 11.319                               | 5.938                                | 5.381                                |
| 2014                                 | 9.040                                | 4.704                                | 4.336                                |
| 2015                                 | 9.077                                | 4.758                                | 4.319                                |
| 2016                                 | 8.753                                | 4.537                                | 4.216                                |
| 2017                                 | 8.414                                | 4.343                                | 4.071                                |
| 2018                                 | 8.632                                | 4.435                                | 4.197                                |
| 2019                                 | 8.902                                | 4.579                                | 4.323                                |
| 2020                                 | 9.263                                | 4.781                                | 4.482                                |
| 2021                                 | 9.601                                | 4.921                                | 4.680                                |
| 2022                                 | 10.846                               | 5.561                                | 5.285                                |
| 2023                                 | 11.614                               | 5.903                                | 5.711                                |
| 2024                                 | 11.773                               | 5.925                                | 5.848                                |

## Economia
En tractar-se un conjunt d'urbanitzacions, l'economia és gairebé totalment terciària. Gran Alacant compta amb un gran nombre d'àrees comercials, entre les quals destaca el Centre Comercial construït al costat de l'entrada des de la carretera CV-92. La resta de locals comercials es reparteix per tot el terreny urbanitzat i són especialment actius durant els mesos d'estiu.

## Serveis públics
A causa del gran augment de població experimentat en els últims anys, s'han ampliat considerablement els serveis de Gran Alacant. En 2010 comptava amb un col·legi públic, un consultori mèdic i una biblioteca pública que ofereix serveis de préstec, consulta i internet.Existeix a més una oficina de correus i un pavelló esportiu.

## Transport

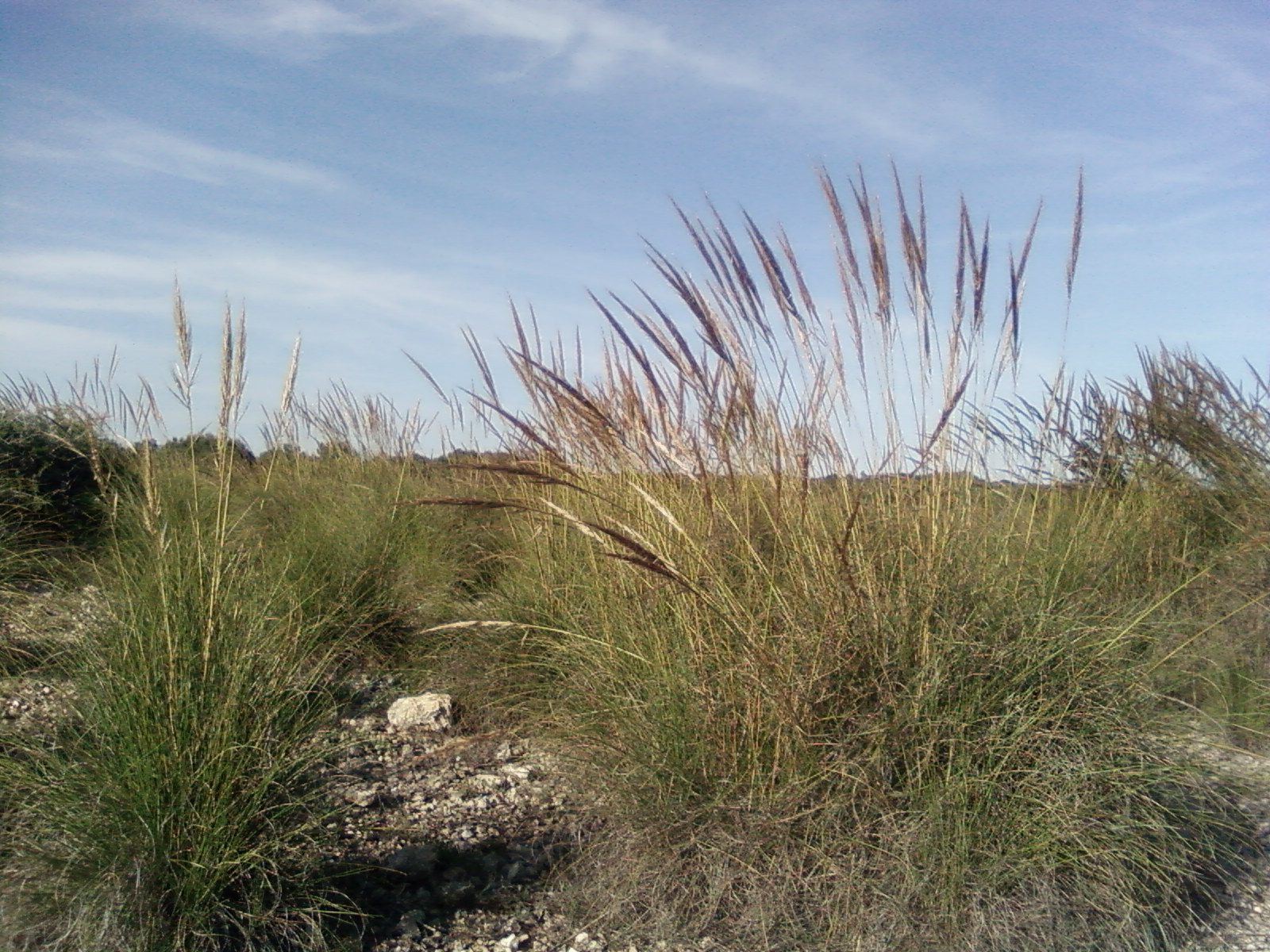
Mates d'espart de la Serra de Santa Pola.

El principal accés a Gran Alacant és la carretera CV-92 (antiga N-332), que uneix l'Altet amb el Pilar de la Foradada. Compta amb una sortida situada 4 km al nord de Santa Pola. Gran Alacant està així mateix comunicat per carreteres secundàries amb Arenals del Sol i les urbanitzacions de l'est de Santa Pola.
Està comunicat mitjançant autobusos amb Santa Pola, Arenals del Sol, l'Altet i Alacant. Té a més servei d'autobús urbà i trenet turístic.

## Cultura
Malgrat l'estacionalitat de gran part de la població, els veïns s'han organitzat en diferents associacions culturals, destacant l'Associació de Veïns de Gran Alacant que agrupa la majoria d'urbanitzacions de Gran Alacant.